# والتر بکر
والتر بِکِر (انگلیسی: Walter Becker؛ زادهٔ ۲۰ فوریهٔ ۱۹۵۰ - درگذشته ۳ سپتامبر ۲۰۱۷) موسیقی‌دان اهل ایالات متحده آمریکا بود.
او از سال ۱۹۶۹ میلادی تا ۲۰۱۷ مشغول فعالیت بوده و بیشتر به عنوان پایه‌گذار، بِیسیت و گیتاریستِ گروه جاز-راکِ استیلی دن شناخته می‌شد.
بکر در ۳ سپتامبر ۲۰۱۷ پس از ۶۷ سال و ۱۹۵ روز زندگی درگذشت.